# Geschiedenis van Moldavië

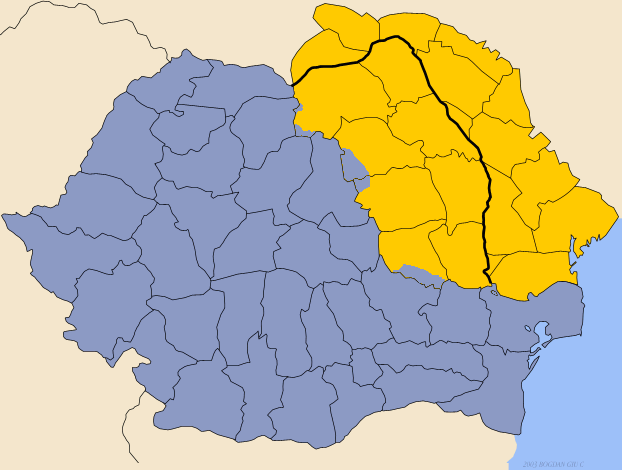
Vorstendom Moldavië
Roemeens grondgebied

De geschiedenis van Moldavië gaat zowel over de republiek Moldavië als over de regio Moldavië in Roemenië.  Beide verwijzen in hun naam naar het historische vorstendom Moldavië, dat tussen de Karpaten en de Dnjestr lag en daarmee een groter gebied besloeg dan het huidige land en de huidige regio samen. Dit door Roemenen bevolkte gebied stond aanvankelijk onder Turkse invloed, en later onder Russische. De Russische invloed was vooral sterk in het oostelijke deel, dat in 1806 grotendeels door dat land veroverd werd en bekendheid kreeg als Bessarabië.

## Russische verovering
Rusland had als opkomende grootmacht in de achttiende eeuw al verschillende eerdere pogingen gedaan dit bruggenhoofd richting Constantinopel te veroveren, en de verovering verliep vrijwel parallel aan die van de Boekovina door Oostenrijk. De Russische verovering van 1806 werd in 1812 in de Vrede van Boekarest bekrachtigd. Rusland had hiermee meer dan de helft van het oude vorstendom Moldavië ingelijfd, en noemde het gehele gebied Bessarabië. De hoofdstad was aanvankelijk Tighina en later Chișinău. Er volgde een intensieve russificatiecampagne. De Turkse en Tataarse bevolking van de Boedzjak, de steppe aan de Zwarte Zeekust, werd verdreven en in hun plaats verschenen Duitse kolonisten, orthodoxe Bulgaren en Gagaoezen van de Balkan.

## Interbellum
Na de Russische Revolutie van 1917 verklaarde Bessarabië zich onafhankelijk, waarop het zich al snel bij Roemenië aansloot, het land dat in 1862 was ontstaan uit de vereniging van de vorstendommen Moldavië (het westelijke deel) en Walachije. Tussen beide wereldoorlogen was geheel Moldavië Roemeens. Het Molotov-Ribbentroppact tussen Hitler en Stalin voorzag in 1939 in annexatie van het gebied door de Sovjet-Unie, en het vertrek van de Duitsers naar Duitsland, wat in 1940 allebei inderdaad gebeurde.

## Opnieuw Russische verovering
Het grootste deel van het gebied werd ingedeeld bij de Moldavische SSR, op drie districten na: Izmajil en Akkerman, die in het strategisch belangrijke Boedzjak-gebied aan de Zwarte Zee en bij de Donaumonding lagen, kwamen aan de Oekraïense SSR, evenals het noordwestelijke district Chotyn. Bij de Moldavische SSR, een van de nu vijftien Unierepublieken van de Sovjet-Unie, voegde Stalin ook een deel van de Moldavische ASSR, een gebied op de linkeroever van de Dnjestr, dat nooit tot Bessarabië of Moldavië had behoord. Dit gebied vormt tegenwoordig de regio Transnistrië.
Van 1941 tot 1944 was Bessarabië met Duitse steun weer enkele jaren Roemeens, gedurende welke periode de joodse bevolking werd uitgemoord. Na de Tweede Wereldoorlog volgde er een halve eeuw Sovjet-bewind.

## Na de val van de Sovjet-Unie
Bij het uiteenvallen van de Sovjet-Unie werd Moldavië een onafhankelijke republiek. Op 27 augustus 1991 werd in het centrum van Chisinau de onafhankelijkheid verklaard. Het Roemeens werd uitgeroepen tot de officiële landstaal en het Cyrillisch werd vervangen door het Latijnse schrift. 
Transnistrië weigerde zich bij de nieuwe republiek Moldavië aan te sluiten en verklaarde zich onafhankelijk. De internationale gemeenschap erkent deze republiek echter niet. In 1994 riep Gagaoezië zich uit tot autonome republiek, het gebied in het zuiden van Moldavië dat vooral bewoond wordt door een Turks-sprekend volk en Bulgaren.